# Ema
Ema je ženské křestní jméno německého původu. Vzniklo z německého jména Erma. Jedná se o zkrácenou domáckou formu jmen začínajících na Erm- (Ermenhild, Ermentrud…) či Irm-. Další variantou jména je Emma. Vykládá se jako „pečovatelka, celá milovaná, veselá“.
Ema je rovněž domáckou podobou jmen Emílie, Emanuela a Emerencie. Podle českého kalendáře má svátek 8. dubna.

## Ema v jiných jazycích
- Slovensky, srbochorvatsky: Ema
- Rusky, maďarsky, italsky, francouzsky, nizozemsky, dánsky, norsky, švédsky, německy, anglicky: Emma
- Polsky, španělsky: Ema nebo Emma

## Domácké podoby
Emily, Emi, Emička, Emča, Emka, Emina, Eminka, Emuna, Emule 

## Známé nositelky jména
- Svatá Ema z Gurku (asi 980–1045) – korutanská hraběnka
- Emma (kněžna) – česká kněžna v 10. století
- Ema Brabcová – česká zpěvačka, členka kapel Khoiba a Roe-Deer
- Emma Černá – česká herečka
- Emma Darwin – žena Charlese Darwina a matka jejich 10 dětí
- Ema Destinnová – česká operní pěvkyně
- Ema Francouzská – západofranská královna
- Emma Normandská – anglická královna, manželka Ethelreda II. a poté jako manželka Knuta Velikého
- Emma Robertsová – americká herečka a zpěvačka
- Emma Smetana – česká herečka a moderátorka
- Emma Stoneová – americká herečka
- Emma Watsonová – britská herečka